# Lucky Luke – Négy bandita, tíz áldozat
A Lucky Luke – Négy bandita, tíz áldozat, az MTVA szinkronban: Lucky Luke – A Daltonok öröksége (eredeti cím franciául: La ballade des Dalton, angolul: Lucky Luke – The Ballad of the Daltons) 1978-ban bemutatott francia–amerikai rajzfilm, amely Morris és René Goscinny azonos című képregény-sorozata alapján készült. Az animációs játékfilm rendezői René Goscinny, Henri Gruel, Pierre Watrin és Morris, producere Georges Dargaud. A forgatókönyvet Pierre Tchernia írta, a zenéjét Claude Bolling szerezte. A mozifilm a Dargaud Films, a Les Productions René Goscinny és a Studios Idefix gyártásában készült, a United Artists forgalmazásában jelent meg. Műfaja western filmvígjáték.
Németországban 1978. március 10-én, Franciaországban 1978. október 24-én, Magyarországon 1980. március 13-án mutatták be a mozikban, új magyar változattal 2014. október 25-én az M2-n vetítették le a televízióban.

## Cselekmény
Lucky Luke, a tehénpásztor magányosan üget kedvenc lován Amerika sziklás vidékein. Nyugodt, hiszen úgy gondolja, hogy az ország legnagyobb bűnözői, a négy Dalton testvér rács mögött van. Ám a banditák kiszabadulnak, hogy az elhúnyt nagybátyjuk vagyonát begyüjtsék, Rantanplan-nal, az őrkutyával, a nyomukban. Ezzel nem csak a seriffnek okoz komoly bajt, de Lucky Luke-nak is, hiszen ráhárul az a nehéz feladat, hogy tanusítsa az örökség feltételét: a Daltonok célpontjaik kivégzését, de a tehenészpásztor ebben az esetben se hagyja magát.

## Szereplők
- Lucky Luke – A világ legjobb képregény hőse vadnyugaton.
- Jolly Jumper – Lucky Luke hűséges beszélő lova.
- Rantanplan – A börtönőrség beszélő kutyája.
- Joe Dalton – A legidősebbik testvér.
- William Dalton – Az idősebbik testvér.
- Jack Dalton – A fiatalabbik testvér.
- Averell Dalton – A legfiatalabbik testvér.
- Mathias Bones – A Temetkezési vállalat tulajdonosa.
- Ming Li Foo – A kínai mosoda messzi földről érkezett tulajdonosa.

## Magyar hangok
| Szereplő             | Eredeti hang       | Magyar hang                      | Magyar hang                   |
| Szereplő             | Eredeti hang       | 1. magyar szinkron (MOKÉP, 1980) | 2. magyar szinkron (M2, 2014) |
| -------------------- | ------------------ | -------------------------------- | ----------------------------- |
| Lucky Luke           | Daniel Ceccaldi    | N/A                              | Szabó Máté                    |
| Jolly Jumper         | René Goscinny      | N/A                              | Seszták Szabolcs              |
| Rantanplan           | Bernard Haller     | N/A                              | Szokol Péter                  |
| Tobias Wills         | Bernard Haller     | N/A                              | Potocsny Andor                |
| Joe Dalton           | Pierre Trabaud     | N/A                              | Harsányi Gábor                |
| William Dalton       | Jacques Balutin    | N/A                              | Gubányi György                |
| Jack Dalton          | Gérard Hernandez   | N/A                              | Bolla Róbert                  |
| Averell Dalton       | Pierre Tornade     | N/A                              | Forgács Gábor                 |
| Augustus Betting     | Jacques Legras     | N/A                              | Csuha Lajos                   |
| Tom O'Connor         | Henri Virlogeux    | N/A                              | Csuha Lajos                   |
| Tollaskígyó főnök    | Michel Elias       | N/A                              | Bácskai János                 |
| Walt                 | Roger Lumont       | N/A                              | Bácskai János                 |
| Pancho               | Roger Lumont       | N/A                              | Vári Attila                   |
| Mathias Bones        | Roger Carel        | N/A                              | Vári Attila                   |
| Ming Li Foo          | Roger Carel        | N/A                              | N/A                           |
| Újságárus            | Roger Carel        | N/A                              | N/A                           |
| Thadeus Collins      | Jacques Fabbri     | N/A                              | N/A                           |
| Aldous Smith         | Jean-Marc Thibault | N/A                              | N/A                           |
| Sam Game             | Jacques Morel      | N/A                              | N/A                           |
| Groovy bíró          | Henri Poirier      | N/A                              | Koncz István                  |
| Börtönigazgató       | Henri Poirier      | N/A                              | N/A                           |
| Carmen               | Ada Lonati         | N/A                              | N/A                           |
| Miss Worthlesspenny  | Rosy Varte         | N/A                              | Illyés Mari                   |
| Asszony a templomban | Gisèle Grimm       | N/A                              | Bókai Mária                   |

## Televíziós megjelenések
Az új magyar szinkronnal a televízióban vetítették le.
- M2
- Film+, RTL+